# 玛丽莲·科扎克
玛丽莲·科扎克（英語：Marilyn S. Kozak，1943年7月8日—）是美國的生化學家、羅格斯大學罗伯特伍德强生医学院教授。科扎克於约翰斯·霍普金斯大学獲微生物學博士學位，指導教授為丹尼爾·那森斯，研究主題是MS2噬菌體。畢業後她任教於匹茲堡大學生物學系，研究真核生物轉譯的起始機制，發表了轉譯起始所需的Kozak序列。後來科札克於紐澤西醫科與牙科大學任教授，在2013年該大學併入羅格斯大學後成為羅格斯大學罗伯特伍德强生医学院教授。
科札克曾於80年代被《科學家》雜誌依論文引用數選為「十大女性科學家」之一。